# Quiscalus major
El zanate marismeño (Quiscalus major) es una especie de ave paseriforme de la familia Icteridae. Es originario del sureste de Estados Unidos.
Fue descrito por primera vez por el naturalista francés Louis Jean Pierre Vieillot en 1819. Su epíteto específico major significa "grande" en latín. A pesar de su área de distribución restringida hay cuatro subespecies que difieren en tamaño y en el color del iris.

## Descripción
El macho tiene una envergadura de 37 a 43 cm de los cuales, la mitad corresponde a la longitud de la cola; la envergadura alar es 39-50 cm. pesa de 165 a 250 g. El plumaje de los adultos es completamente negro iridiscente, incluyendo el pico; el iris es marrón amarillento. Su morfología es similar a la de la urraca europea (Pica pica). 
La hembra adulta es más pequeña, de unos 26 a 33 cm de largo, y pesa de 90 a 115 g. Su cola es más corta que la del macho, en proporción a su envergadura; su plumaje es de color marrón, con la cola y las alas de tono más oscuro. 
Los machos jóvenes son de color negro, pero sin la iridiscencia de los adultos. Las hembras jóvenes se parecen a las adultas, pero tienen manchas blancas en el pecho.
Tienen el pico largo adaptado a una dieta omnívora, 

## Hábitat
Su hábitats originales son los manglares y humedales de la Florida. Se ha adaptado a vivir en las poblaciones humanas y es un ave corriente en las ciudades de la costa del Golfo.
A menudo busca comida en estacionamientos y contenedores de basura.
Son omnívoros, se alimenta de insectos, pequeños peces, ranas, huevos, bayas, semillas y granos, incluyendo pequeñas aves.